# 15838 Auclair
15838 Auclair è un asteroide della fascia principale. Scoperto nel 1995, presenta un'orbita caratterizzata da un semiasse maggiore pari a 2,9913873 UA e da un'eccentricità di 0,0951561, inclinata di 1,73073° rispetto all'eclittica.